# Felix Milgrom
Felix Milgrom (* 12. Oktober 1919 in Rohatyn, Polen; † 2. September 2007 in Buffalo (New York)) war ein US-amerikanischer Immunologe und Mikrobiologe.
Milgrom wurde 1947 an der Universität Breslau in Medizin promoviert. Danach lehrte er dort bis 1954 als Professor (Habilitation 1951). 1954 bis 1957 war er Professor und Leiter der Mikrobiologie an der Schlesischen Medizinischen Universität in Zabrze. Ab 1958 war er an der State University of New York in Buffalo, wo er 1967 bis 1985 der Abteilung Mikrobiologie vorstand, als Nachfolger von Ernest Witebsky, mit dem er dort das Center for Immunology gründete (heute Witebsky Center for Microbial Pathogenesis and Immunology). Ab 1981 hatte er den Titel Distinguished Professor in der Fakultät für Mikrobiologie und Immunologie.
Milgrom befasste sich mit der Serologie von Syphilis (wo er noch in Polen einen einfachen Bluttest entwickelte, der gleich nach dem Zweiten Weltkrieg bei Ausbruch einer Syphilis-Epidemie in Osteuropa eingesetzt wurde) und rheumatischer Arthritis, Autoimmunerkrankungen, Antikörpern, Tumorimmunologie und Transplantations-Immunologie.
1987 erhielt er den Paul-Ehrlich-und-Ludwig-Darmstaedter-Preis. Er ist mehrfacher Ehrendoktor (Universität Wien 1976, Universität Lund 1979, Universität Heidelberg 1979, Universität Bergen 1980, University of Medicine and Dentistry, New Jersey 1991).
Er war seit 1941 verheiratet und hatte zwei Kinder.